# Eugène Simon
Eugène Louis Simon (Parigi, 30 aprile 1848 – Parigi, 17 novembre 1924) è stato un naturalista francese, attivo soprattutto nel campo dell'entomologia e dell'aracnologia, avendo classificato oltre 1000 taxa di ragni.

## Biografia
Essendo ricco possidente dalla nascita, Eugéne Simon ha potuto dedicare tutta la vita alla sua passione: le scienze naturali, in particolare lo studio dei ragni.
Anche se era solo socio del Muséum national d'histoire naturelle di Parigi, aveva un ufficio tutto per sé e poté organizzare numerosi viaggi per arricchire le collezioni del museo.
A soli 16 anni comincia ad abbozzare la sua prima pubblicazione: Histoire naturelle des araignées (1864-1884); sarà solo il prodromo dell'immensa opera Les Arachnides de France (1874-1937), le cui ultime sezioni verranno ultimate dopo la sua morte, grazie alla collaborazione degli aracnologi Lucien Berland e Louis Fage.

## Campo di studi
Spaziando il suo interesse nell'intero mondo aracnologico, riuscì a chiarire considerevolmente la tassonomia, all'epoca alquanto confusa e raffazzonata (ragni di svariate famiglie confluivano in ex-generi quali Aranea ed Epeira).
Classificò nuove famiglie, una cospicua quantità di generi ed una moltitudine di specie.

## Premi in suo nome
La Società internazionale di aracnologia offre il Simon Award quale riconoscimento alla carriera per gli aracnologi.
Gli ultimi premi assegnati sono:
- 2007 - Herbert Walter Levi, USA
- 2010 - Valerie Todd Davies, Australia
- 2013 - Peter Weygoldt, Germania
- 2016 - William Eberhard, Panama, Costarica

In tutta la Francia e gli Stati Uniti i testi e le pubblicazioni di Simon sono di pubblico dominio.

## Taxa descritti
L'importanza degli studi di Simon nella tassonomia dei ragni è dimostrata dal fatto che 120 anni dopo la pubblicazione di questi lavori, su 110 famiglie di ragni, ben 41, oltre il 37%, sono state descritte da lui. 

### Famiglie
1. Actinopodidae Simon, 1892
2. Ammoxenidae Simon, 1893
3. Anapidae Simon, 1895
4. Araneidae Simon, 1895
5. Barychelidae Simon, 1889
6. Caponiidae Simon, 1890
7. Cithaeronidae Simon, 1893
8. Cyatholipidae Simon, 1894
9. Cycloctenidae Simon, 1898
10. Cyrtaucheniidae Simon, 1892
11. Dipluridae Simon, 1889
12. Drymusidae Simon, 1893
13. Hexathelidae Simon, 1892
14. Homalonychidae Simon, 1893
15. Huttoniidae Simon, 1893
16. Idiopidae Simon, 1892
17. Lamponidae Simon, 1893
18. Leptonetidae Simon, 1890
19. Liocranidae Simon, 1897
20. Mecysmaucheniidae Simon, 1895
21. Migidae Simon, 1892
22. Mimetidae Simon, 1881
23. Miturgidae Simon, 1895
24. Nemesiidae Simon, 1892
25. Nesticidae Simon, 1894
26. Nicodamidae Simon, 1898
27. Oonopidae Simon, 1890
28. Paratropididae Simon, 1889
29. Penestomidae Simon, 1903
30. Periegopidae Simon, 1893
31. Pisauridae Simon, 1890
32. Plectreuridae Simon, 1893
33. Prodidomidae Simon, 1884
34. Psechridae Simon, 1890
35. Segestriidae Simon, 1893
36. Selenopidae Simon, 1897
37. Senoculidae Simon, 1890
38. Synotaxidae Simon, 1894
39. Theridiosomatidae Simon, 1881
40. Trechaleidae Simon, 1890

## Sottofamiglie
1. Nephilinae Simon, 1894

## Taxa denominati in suo onore
- Aelurillus simoni (Lebert, 1877) - specie di ragni della famiglia Salticidae
- Alopecosa simoni (Thorell, 1872) - specie di ragni della famiglia Lycosidae
- Calommata simoni Pocock, 1903 - specie di ragni della famiglia Atypidae
- Cyriogonus simoni Lenz, 1891 - specie di ragni della famiglia Thomisidae
- Ixchela simoni (O. P.-Cambridge, 1898) - specie di ragni della famiglia Pholcidae

## Pubblicazioni
- Simon E., 1864. Histoire naturelle des araignées, Librairie encyclopédique de Roret, Paris
- Simon E., 1872. Arachnides de Syrie, rapportés par M. Charles Piochard de La Brûlerie. Annales de la Société Entomologique de France, Séries 5, 11: 245-264.
- Simon E., 1875. Les Arachnides de France Librarie encyclopédique de Roret,
- Simon E., 1877. X. Arachnides nouveaux ou peu connus. Annales de la Société Entomologique de France (1) 6: 225-242.
- Simon E., 1879a. Essai d'une classification des Galéodes, remarques synonymiques et description d'espèces nouvelles ou mal connues. Annales de la Société Entomologique de France, Séries 5, Tome 9: 93-154, Plate 3.
- Simon E., 1879b. Arachnides de France (VII volume, analyse). Annales de la Société Entomologique de France (5) 9: clx-clxi.
- Simon E., 1879c. Les Ordres des Chernetes, Scorpiones et Opiliones. In 'Les Arachnides de France'. ). Vol. 7: 1-332 (Librairie encyclopédique de Roret: Paris.)
- Simon E., 1880. Description de deux nouveaux genres de l'ordre des Solifugae. Annales de la Société Entomologique de France, Séries 5, 10: 399-402.
- Simon E., 1882. Viaggio ad Assab nel mar Rosso, dei signori G. Doria ed O. Beccari con il R. Avviso "Esploratore" dal 16 novembre 1879 al 26 febbraio 1880. II. Étude sur les Arachnides du Yémen méridional. Annali del Museo Civico di Storia Naturale di Genova, 18: 207-260.
- Simon E., 1884. Arachnides recueillis par M. L'abbé A. David à Smyrne, à Beïrout et à Akbès en 1883. In: Études Arachnologiques. 15e Mémoire. Annales de la Société Entomologique de France (6) 4: 181-196.
- Simon E., 1885. Certain histological and anatomical features of the nervous system of a large Indian spider, Poecilotheria. American Zoologist 9(1): 113-119.
- Simon E., 1885a. Matériaux pour servir à la faune arachnologique de l'Asie méridionale. I. Arachnides recueillis à Wagra-Karoor près Gundacul, district de Bellary par M. M. Chaper. II. Arachnides recuellis à Ramnad, district de Madura par M. l'abbé Fabre. Bulletin de la Société Zoologique de France 10: 1-39.
- Simon E., 1885b. Etudes sur les Arachnides recueillis en Tunisie, en 1883 et 1884, par MM. A. Letourneux, M. Sédillot, et Valéry Mayet. Vol. 8: iv + 1-59 in Ministère de l'éducation nationale (France). 1885–1903. Exploration scientifique de Tunisie. Dix volumes.
- Simon E., 1885c. Matériaux pour servir à la faune des Arachnides de la Grèce. Annales de la Société Entomologique de France (6) 4: 305-356.
- Simon E., 1885e. Matériaux pour servir à la faune arachnologique de l'Asie méridionale. I. Arachnides recueillis à Wagra-Karoor près Gundacul, district de Bellary par M. M. Chaper. II. Arachnides recueillis à Ramuad, district de Madura par M. l'abbé Fabre. Bull. Soc. zool. France, 10: 1-39.
- Simon E., 1888. Arachnides recueillis dans le sud de l'Afrique par le Dr. Hans Schinz. Annales de la Société Entomologique de France, 7: 369-384.
- Simon E., 1890a. Études sur les Arachnides du Yémen. Annales de la Société Entomologique de France (6) 10: 77-124.
- Simon E., 1890b. Étude sur les Arachnides recueillis par M. L. von Höhnel, officier de la marine autrichienne, pendant l'expédition de M. le comte S. Téléki dans l'Afrique orientale équatoriale, en 1887–1888. Annales de la Société Entomologique de France (6) 10: 125-130.
- Simon E., 1891. Description de deux espèces nouvelles d'Arachnides rec. dans le Sahara par le Dr. R. Blanchard. Bulletin de la Société Zoologique de France, 14: 198, 199.
- Simon E., 1892. Liste des arachnides recueillis en Syrie par M. Le Dr Théod. Barrois. In: Résultats scientifiques d'un voyage entrepris en Palestine & en Syrie par le Dr Th. Barrois. Revue Biologique du nord de la France 5(2): 3-7
- Simon E., 1895. Galeodes graecus C.L. Koch. Annales de la Société Entomologique de France (5) 9: 96-100.
- Simon E., 1897. Arachnides recueillis par M. M. Maindron à Mascate, en octobre 1896. Bulletin du Muséum National d'Histoire Naturelle, Paris 3: 95-97.
- Simon E., 1897 - Catalogue des espèces actuellement connues de la famille des Trochilides. Paris, L. Mulo, 416 p. H.cloth
- Simon E., 1899a. Liste des Arachnides recueillis en Algérie par M. P. Lesne et description d'une espèce nouvelle. Bulletin du Muséum National d'Histoire Naturelle, Paris 5: 82-87. (82, 85, 86)
- Simon E., 1899b. Arachnides recueillis par M. C.-J. Dewitz en 1898, à Bir-Hooker (Wadi Natron), en Égypte. Bulletin de la Société Entomologique de France 68: 244-247.
- Simon E., 1905. Voyage de M. Maurice Maindron dans l'Inde méridionale (mai à novembre 1901). 7eme Mémoire. Arachnides (1re partie). Annales de la Société Entomologique de France 74: 160-180.
- Simon E., 1909a. Etude sur les arachnides recueillis au Maroc par M. Martinez de la Escalera en 1907. Memorias de la Real Sociedad Española de Historia Natural, 6 (1): 1-43.
- Simon E., 1909b. Voyage de M. Maurice de Rothschild en Ethiopie et dans l'Afrique orientale anglaise (1904–1906). Arachnides 1. Part. Annales de la Société Entomologique Belge, 53: 29-43.
- Simon E., 1921 Histoire naturelle des Trochilidae, L. Mulo (Paris)